# Leopold II của Thánh chế La Mã
Leopold II (tiếng Đức: Peter Leopold Josef Anton Joachim Pius Gotthard; tiếng Ý: Pietro Leopoldo Giuseppe Antonio Gioacchino Pio Gottardo; tiếng Anh: Peter Leopold Joseph Anthony Joachim Pius Godehard; 5 tháng 5 năm 1747 –  1 tháng 3 năm 1792), là Hoàng đế La Mã Thần thánh và Vua của Hungary và Bohemia từ năm 1790 đến năm 1792, Đại vương công Áo và Đại công tước xứ Toscana từ 1765 đến 1790. Ông là con trai thứ của hoàng đế Franz I với Hoàng hậu Maria Theresia, anh trai của Vương hậu Pháp Maria Antonia của Áo. Leopold là một người ủng hộ ở mức tương đối trào lưu Khai sáng.

## Tuổi trẻ

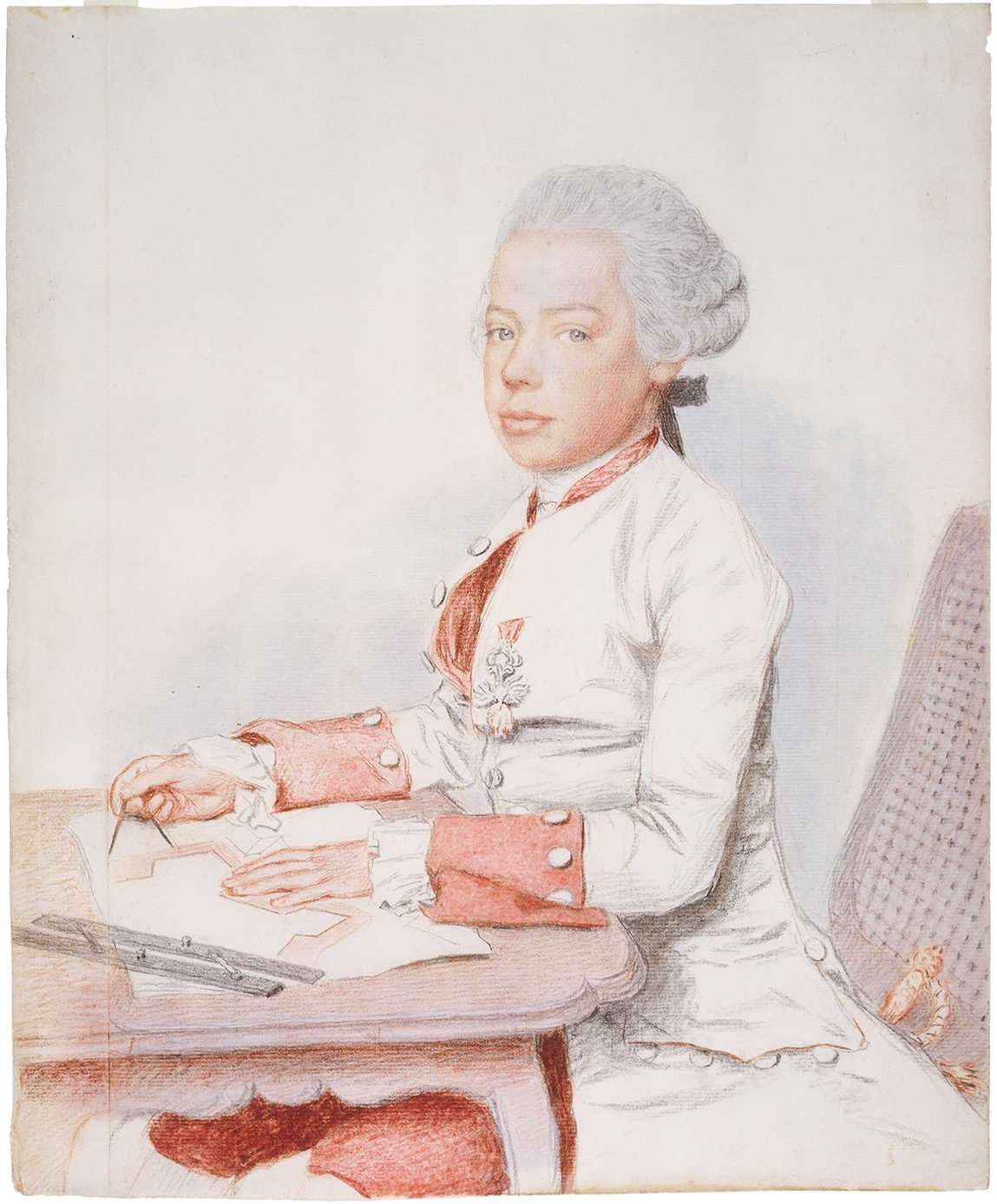
Leopold khi còn là một thanh niên, trong một buổi học vẽ, họa phẩm của Jean-Étienne Liotard, 1762, Geneva, Musée d'Art et d'Histoire

Leopold chào đời ở thành Viên, là con trai thứ ba của hoàng đế Franz I với người vợ nổi tiếng, Hoàng hậu Maria Theresia. Ông chào đời ngày 5 tháng 5 năm 1747.
Năm 1753, ông được hứa hôn với Maria Beatrice d'Este, người thừa kế Công quốc Modena. Cuộc hôn nhân không bao giờ được tổ chức; Maria Beatrice thay vào đó thành hôn với em trai của Leopold, Đại vương công Ferdinand.
Sau cái chết của người anh trai thứ hai Karl vào năm 1761, ông được kế thừa Đại công quốc Toscana, bởi theo quy định của hoàng tộc lúc đó thì công quốc Toscana sẽ được truyền cho hoàng tử thứ hai, trong khi hoàng tử thứ nhất sẽ kế vị hoàng đế. Sau một số cuộc đàm phán hôn nhân, Leopold kết hôn vào ngày 5 tháng 8 năm 1764 với Infanta María Luisa của Tây Ban Nha, con gái của vua Carlos III của Tây Ban Nha và Maria Amalia của Sachsen. Sau cái chết của phụ thân, Franz I (18 tháng 1 năm 1765), ông nối ngôi Đại vương công. Leopold nổi tiếng ở Firenze vì có quá nhiều nhân tình. Một trong số đó là Nữ Bá tước Cowper, vợ của Bá tước Cowper thứ 3, người được hoàng đế Joseph II phong Bá tước với lý do thực sự là bù đắp cho việc bị cắm sừng.

## Đại công tước xứ Toscana

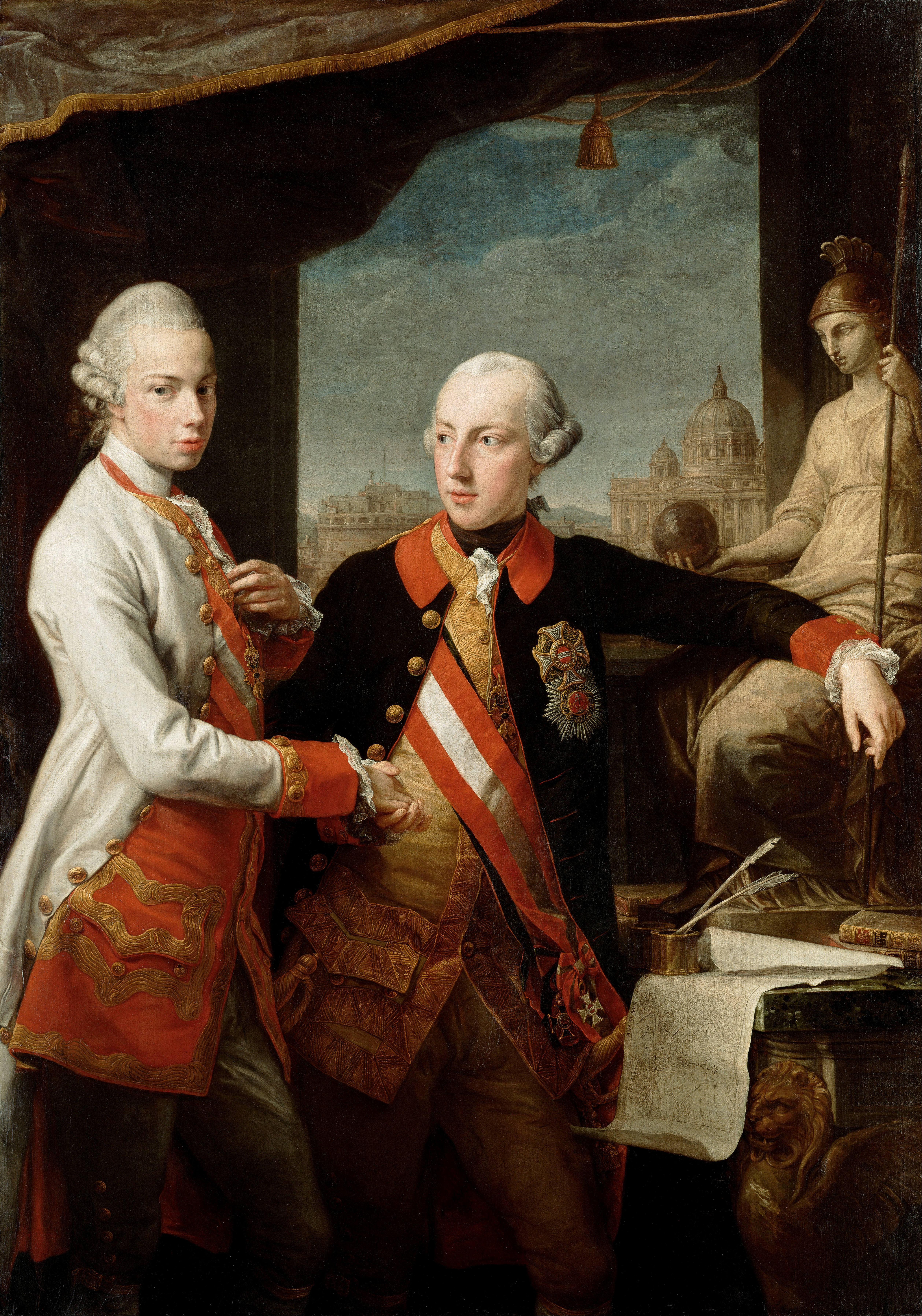
Leopold (bên trái) và huynh trưởng của ông Hoàng đế Joseph II, họa phẩm của Pompeo Batoni, 1769, đặt tại Bảo tàng Kunsthistorisches, Viên.

Trong vòng 5 năm, ông chủ yếu chỉ nắm quyền lực trên danh nghĩa, thông qua những cố vấn mà mẫu thân chỉ định. Năm 1770, ông đến Viên triều yết hoàng đế và tìm cách loại bỏ tất cả các cố vấn từng giám sát ông, sau khi trở về ông có thể tự do nắm mọi quyền lực trong lãnh địa. 20 tiếp theo trôi qua kể từ khi ông trở về Firenze đến cái chết của hoàng huynh Joseph II năm 1790, ông thực hiện các cải cách hành chính trên lãnh địa nhỏ của mình. Các cải cách được thực hiện bao gồm việc huỷ bỏ các chính sách hạn chế về công nghiệp và áp đặt lên quyền tự do cá nhân dưới thời người tiền nhiệm của nhà Medici và tiếp tục những chính sách còn dang dở trong thời cha ông, bằng việc giới thiệu một hệ thống thuế hợp lý (miễn giảm nhiều loại thuế), và bằng cách xây dựng các công trình công cộng, chẳng hạn như hệ thống thoát nước Val di Chiana.
Vì ông không có trong tay quân đội thường trực, và ông khi ồng tiến hành đàn áp các lực lượng hải quân nhỏ do nhà Medici tổ chức, toàn bộ thu nhập của ông được dùng để cải thiện tình hình trong lãnh địa. Leopold không được những người dân Ý dưới sự thống trị của ông yêu quý. Ông bị xem là lạnh lùng và khó gần. Thói quen ăn mặc của ông khá đơn giản, mặc dù ông cũng có khi xuất hiện một cách lộng lẫy trong các sự kiện, và ông không chịu được sự xúc phạm của thần dân (vốn được hưởng lợi từ những chế độ của nhà Medici).
Nhưng với sự kiên định, điềm tĩnh và thông minh của mình, Leopold đã từng bước đưa công quốc của ông đạt đến sự thịnh vượng về vật chất. Chính sách của ông đối với Giáo hội, bị ảnh hưởng các các thần dân, suýt nữa dẫn đến cuộc đối đầu giữa ông với đức Giáo hoàng, nhưng cuối cùng không thành công. Ông không thể công hữu hóa hóa tài sản giáo hội và đặt các giáo sĩ dưới quyền kiểm soát của những thế lực phi Giáo hội. Tuy nhiên, chính sách bãi bỏ án tử hình của ông là khởi đầu cho hàng loạt chính sách tương tự vào thời hiện đại. Ngày 30 tháng 11 năm 1786, sau khi trên thực tế đã bãi bỏ việc hành quyết (lần cuối năm 1769), Leopold ban hành các sửa đổi của bộ luật hình sự, theo đó án tử hình chính thức bị bãi bỏ và các công cụ tử hình cũng bị tiêu hủy.
Leopold cũng đã phê duyệt và cộng tác trong việc triển khai một hiến pháp chính trị, được cho là đã xuất hiện nhiều năm trước sự ra đời của hiến pháp Pháp và trong đó có một số điểm tương đồng với Tuyên ngôn nhân quyền Virginia năm 1778. Quan niệm này của Leopold dựa trên sự tôn trọng các quyền chính trị của công dân và một sự trung hòa quyền lực giữa hành pháp và lập pháp. Tuy nhiên, có thể nó không có hiệu lực vì Leopold dời tới Viên để trở thành hoàng đế vào năm 1790, và bởi vì ý tưởng của nó rất mới lạ dẫn đến nhiều sự phản đối thậm chí từ những người có thể được hưởng lợi từ nó

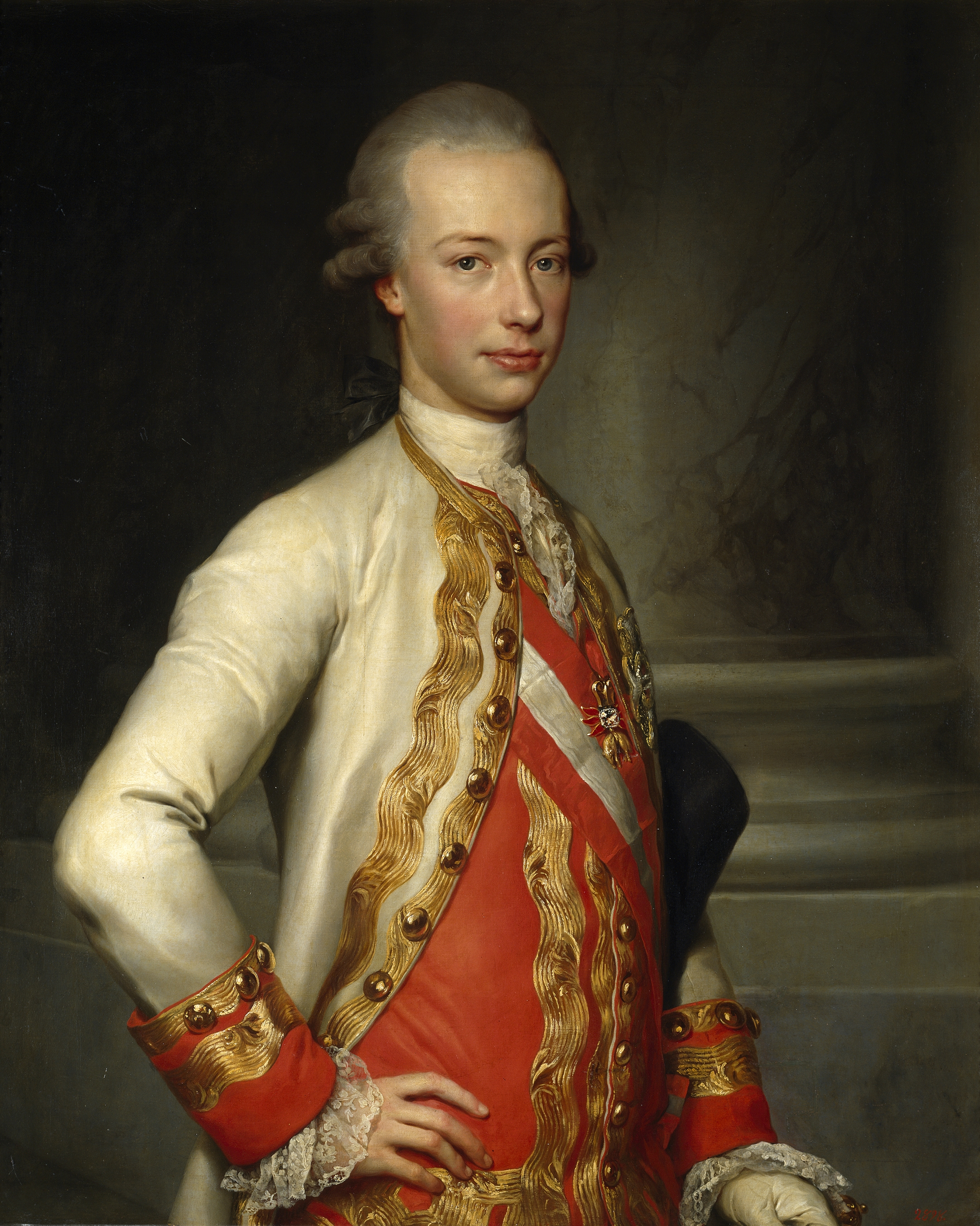
Leopold khi còn là một người đàn ông trẻ tuổi, họa phẩm của Anton Raphael Mengs, 1770, trưng bày tại Madrid, Museo del Prado

Tuy nhiên, Leopold hỗ trợ và phát triển nhiều cải cách xã hội và kinh tế. Việc tiêm chủng Bệnh đậu mùa được được tổ chức một cách có hệ thống, và một tổ chức nhằm giáo dục tội phạm chưa thành niên được lập ra. Leopold cũng cấm việc xa lánh và đối xử tàn tệ đối với người bệnh tâm thần. Ngày 23 tháng 1 năm 1774, "legge sui pazzi" (bộ luật về bệnh điên) được ban hành, điều đầu tiên của bộ luật được cả châu Âu biết đến, cho phép đưa người đến nhập viện nếu họ bị coi là điên. Vài năm sau Leopold chỉ đạo tiến hành một bệnh viện mới, it. Ông dựa vào kinh nghiệm dùng người của mình khi lựa chọn người đứng đầu là một bác sĩ trẻ, Vincenzo Chiarugi. Chiarugi và các cộng sự của ông giới thiệu các quy định nhân đạo mới trong các hoạt động của bệnh viện và chăm sóc cho các bệnh nhân bị bệnh tâm thần, bao gồm cấm việc sử dụng hệ thống hành hạ về thể chất, và ông được công nhận là người tiên phong cho cái phong trào sau này được biết đến là phong trào điều trị đạo đức.
Trong những cuối cai trị ở Toscana, Leopold bắt đầu lo sợ trước những bạo động gia tăng tại Đức và Hungary, những lãnh thổ thuộc sự kiểm soát của giao đình ông, nguyên dân của việc này là do sự hấp tấp của anh trai ông. Ông và Joseph II trở nên thân thiết và gặp nhau thường xuyên sau cái chết của mẫu thân họ. Tranh vẽ của Pompeo Batoni ra đời vào dịp gặp gỡ của họ cho thấp họ có một tính cách mạnh mẽ, giống với nhau. Nhưng theo như Fontenelle, thì trái tim của Leopold bị lý trí điều khiển. Ông biết được rằng ông sẽ là người kế nhiệm hoàng huynh vốn không có con ở Áo quốc, và ông không muốn thừa kế khi không có sự ủng hộ. Cho nên vào năm 1789, Joseph, khi biết được mình đang bị bệnh, yêu cầu ông đến Viên để làm nhiếp chính, Leopold lạnh lùng từ chối.
Ông vẫn ở Firenze khi Joseph II qua đời tại Viên ngày 20 tháng 2 năm 1790, và ông không rời khỏi đây cho đến giữa trưa ngày 3 tháng 3 năm 1790.

## Hoàng đế La Mã Thần thánh

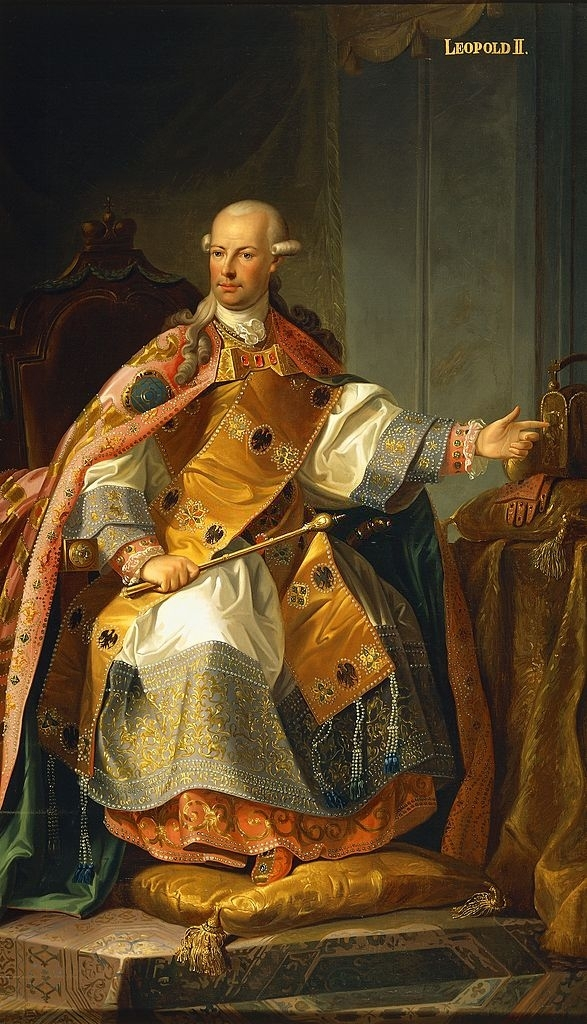
Leopold II trong bộ áo choàng đăng quang

Leopold, trong thời gian cai trị ở Toscana, đã cho thấy xu hướng của ông là sẵn sàng tuyên bố một bản hiến pháp. Khi ông thừa kế ở Áo, hành động đầu tiên là nhượng bộ với những người bị mất quyền lợi bởi những chính sách cải cách của hoàng huynh. Ông công nhận Nghị viện ở những vùng khác nhau là "Trụ cột của chế độ quân chủ", trấn an người Hungary và Bohemia, nhượng bộ đối với các phần tử nổi dậy ở Hà Lan thuộc Áo (nay là Bỉ). Khi việc cố gắng lập lại trật tự thất bại, ông dùng đến quân đội và thiết lập lại quyền lực của riêng ông. Tuy nhiên ông không từ bỏ bất cứ chính sách nào (có thể giữ lại) của Maria Theresia và Joseph đã thực hiện để tăng cường quyền lực của nhà nước. Ông tiếp tục, nhấn mạnh rằng không có một chỉ dụ nào của Giáo hoàng được công nhận nếu không có sự đồng ý của ông. Một trong những hành động khắc nghiệt nhất của ông nhằm xoa dịu giai cấp quý tộc là ban hành một sắc lệnh vào ngày 9 tháng 5 năm 1790, buộc hàng ngàn nông dân Bohemia được giải phóng dưới thời Joseph, lại trở thành nô lệ.
Leopold đã cai trị hai năm trên cương vị Hoàng đế La Mã Thần Thánh, và trong thời gian đó ông bộn rộn trong việc đối phó với mối đe dọa từ phía tây và phía đông. Cuộc cách mạng nổ ra ở Pháp đe dọa đến người em gái ông là Maria Antonia của Áo, hoàng hậu của vua Louis XVI, và cũng bị đe dọa lãnh địa riêng của ông khi xuất hiện những phong trào hưởng ứng cuộc cách mạng này ở Áo. Em gái ông đã gửi cho ông, mong chờ sự giúp đỡ, và ông cũng bị làm phiền bởi những người di dân bảo hoàng, vốn mong muốn sự can thiệp vũ trang vào đất Pháp.

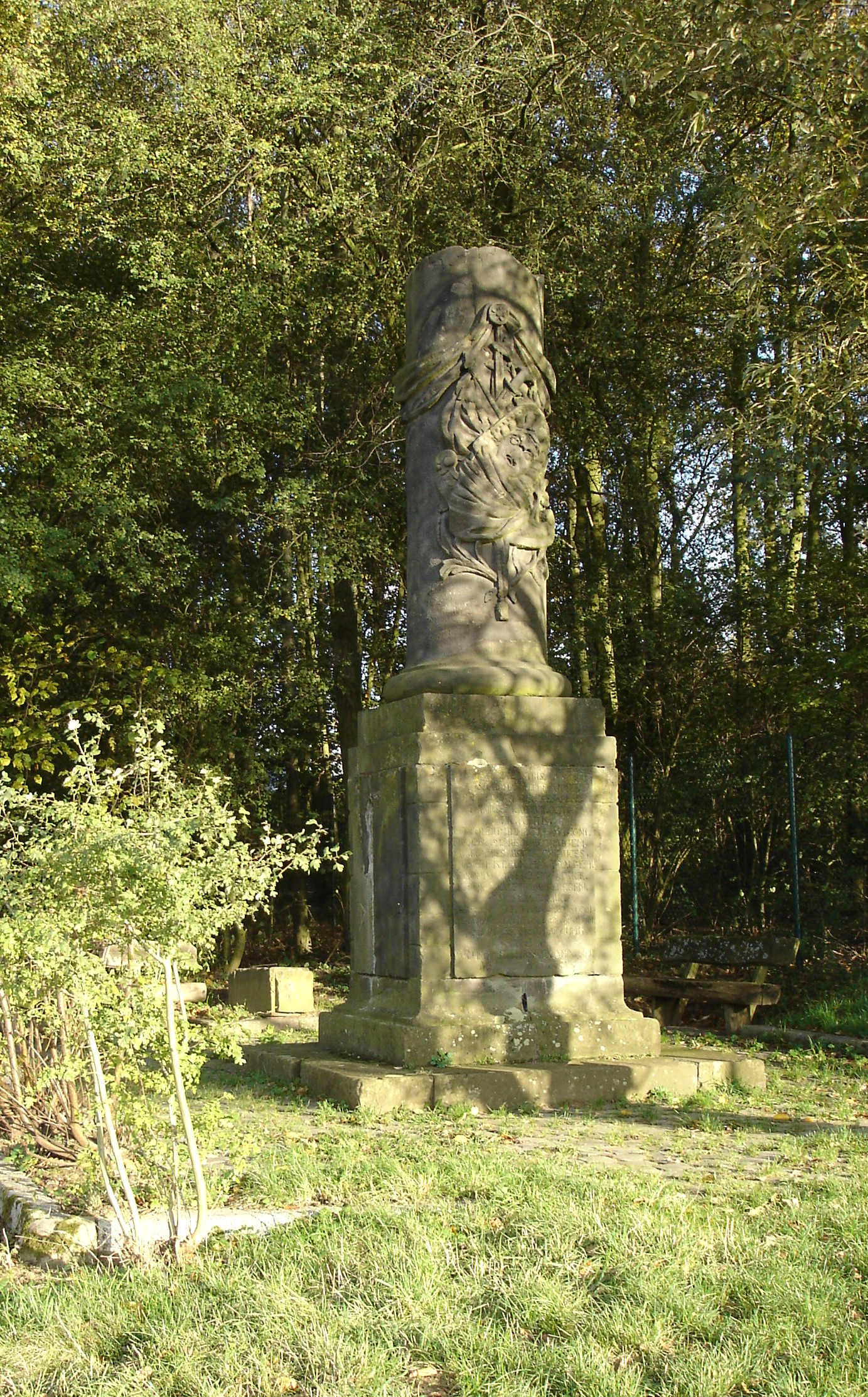
Leopoldsäule là đài tưởng niệm lễ đăng quang năm 1790 của Leopold II tại Frankfurt am Main

Từ phía đông, ông đã bị đe dọa bởi tham vọng xâm lược từ Nữ hoàng Yekaterina II của Nga và thái độ của nước Phổ. Yekaterina cảm thấy vui mừng khi biết Áo và Phổ bắt tay với nhau cùng chống lại các cuộc cách mạng Pháp. Trong khi họ đang bận rộn ngoài Rhein, bà ta sẽ thôn tính những gì còn lại của Ba Lan và rảnh tay chiến đấu chống lại Đế quốc Ottoman. Leopold II đã không gặp mấy khó khăn để nhìn ra ý định này của nữ hoàng Nga, và ông không bị lừa.
Để xoa dịu em gái mình, ông đã dành nhiều lời an ủi và hứa hẹn giúp đỡ nếu hoàng hậu và chồng bà có thể trốn thoát khỏi Paris. Những người tị nạn đi theo ông bị từ chối cho yết kiến, hoặc khi họ cố gắng gặp ông, họ đều bị từ chối mọi sự giúp đỡ. Leopold, trên cương vị là một chính trị gia không phải là hoàn toàn hài lòng với sức mạnh của Pháp và các ảnh hưởng từ châu Âu đến lãnh thổ của ông. Trong vòng sáu tuần sau khi lên ngôi, ông đã thể hiện sự khinh thường đối với sự yếu kém của Pháp, và xé bỏ hiệp ước liên minh do Maria Theresia ký vào năm 1756 và mở cuộc đàm phán với Anh để phòng ngừa sự xâm lấn của Nga và Phổ.
Sau đó, khi chắc chắn rằng người Anh sẽ hỗ trợ, ông sẵn sàng đối đầu với nước Phổ. Một lời mời đối với vua Friedrich Wilhelm II của Phổ và sau đó là cuộc gặp mặt ở Reichenbach tháng 7 năm 1790, dẫn đến một thỏa thuận mà trên thực tế là một thất bại của nước Phổ: Leopold đăng quang ngôi vua của Hungary vào ngày 11 tháng 11 năm 1790, và đảm nhận vị trí thống trị của người Magyar trước khi có sự sắp xếp của Nghị viện. Ông đã ký vào lệnh ngừng bắn trong vòng tám tháng với người Thổ Nhĩ Kỳ vào tháng 9, dọn đường cho việc chấm dứt chiến tranh bắt đầu từ thời Joseph II. Sau khi tạm yên phía đông, Leopold thiết lập lại trật tự ở Bỉ và khẳng định mối quan hệ thân thiện với Anh và Hà Lan.
Năm 1791, hoàng đế vẫn ngày càng bận rộn với vấn đề ở nước Pháp. Vào tháng 1, ông đã phải bỏ bá tước Artois (sau đó là Karl X của Pháp) một cách rất quả quyết. Ý thức của ông đã nổi dậy khi nhận ra sự điên rồ của những người di dân Pháp, và ông đã làm hết sức mình để tránh bị vướng vào các vấn đề của quốc gia đó. Tuy nhiên những lời lăng mạ đối với Louis XVI và Maria Antonia của Áo, vào thời điểm họ cố gắng trốn khỏi kinh thành thất bại và bị đưa đến Varennes vào tháng 6, làm nổi lên sự phẫn nộ của ông, và ông đã ra lời kêu gọi chung trong Thông tư Padua cho các quân vương ở châu Âu để có những biện pháp thể hiện quan điểm của họ về sự kiện đó "ngay lập tức gây tổn hại danh dự của tất cả các quân vương, và sự an toàn của tất cả các chính phủ." Tuy nhiên, ông đã quan tâm nhiều nhất là các cuộc đàm phán với Thổ Nhĩ Kỳ, vào tháng 6 cuối cùng dẫn đến một hiệp ước hòa bình cuối cùng, Hiệp ước Sistova được ký kết vào tháng 8 năm 1791.

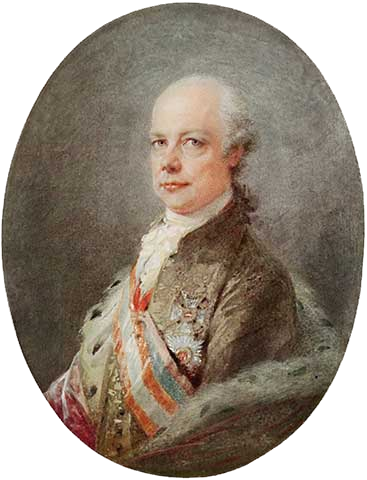
Chân dung Hoàng đế Leopold II, được họa không lâu trước khi ông qua đời (bởi Heinrich Friedrich Füger)

Vào ngày 25 tháng 8 năm 1791, ông gặp nhà vua nước Phổ ở Lâu đài Pillnitz, gần Dresden, và họ đã dựng nên Tuyên ngôn Pillnitz, nói họ sẵn sàng can thiệp vào Pháp nếu và kêu gọi sự giúp đỡ của các cường quốc khác. Việc kê khai, đó chỉ là một hình thức, cho, như Leopold biết, cả Nga lẫn Anh đã sẵn sàng hành động. Về phản ứng của người Pháp đối với Tuyên ngôn Pillnitz, gồm mưu đồ của những người di dân, và các cuộc tấn công được thực hiện bởi các nhà cách mạng Pháp vào lãnh địa của các vương hầu người Đức tại Alsace, Leopold tiếp tục hy vọng sự can thiệp vũ trang có thể không thành hiện thực. Khi Louis XVI đã thề sẽ chấp nhận hiến pháp tháng 9 năm 1791, hoàng đế xưng nghĩ rằng một sự hòa giải đã đạt được ở Pháp. Các cuộc tấn công vào lãnh địa của các vương hầu Đức ở bờ tây sông Rhein, và bạo lực ngày càng tăng giữa của các bên ở Paris là những ngòi nổ dẫn đến chiến tranh, sớm hiện ra, và, hy vọng của hoàng đế vô nghĩa. Leopold cố gắng đáp ứng những thách thức của các chiến sĩ cách mạng tại Pháp, tuy nhiên tác dụng của Tuyên bố Pillnitz đã góp phần vào sự cực đoan của phong trào chính trị của họ.
Ông đột ngột qua đời tại Viên, tháng 3 năm 1792, mặc dù một số tin đồn rằng ông đã bị đầu độc hoặc bị giết trong bí mật.

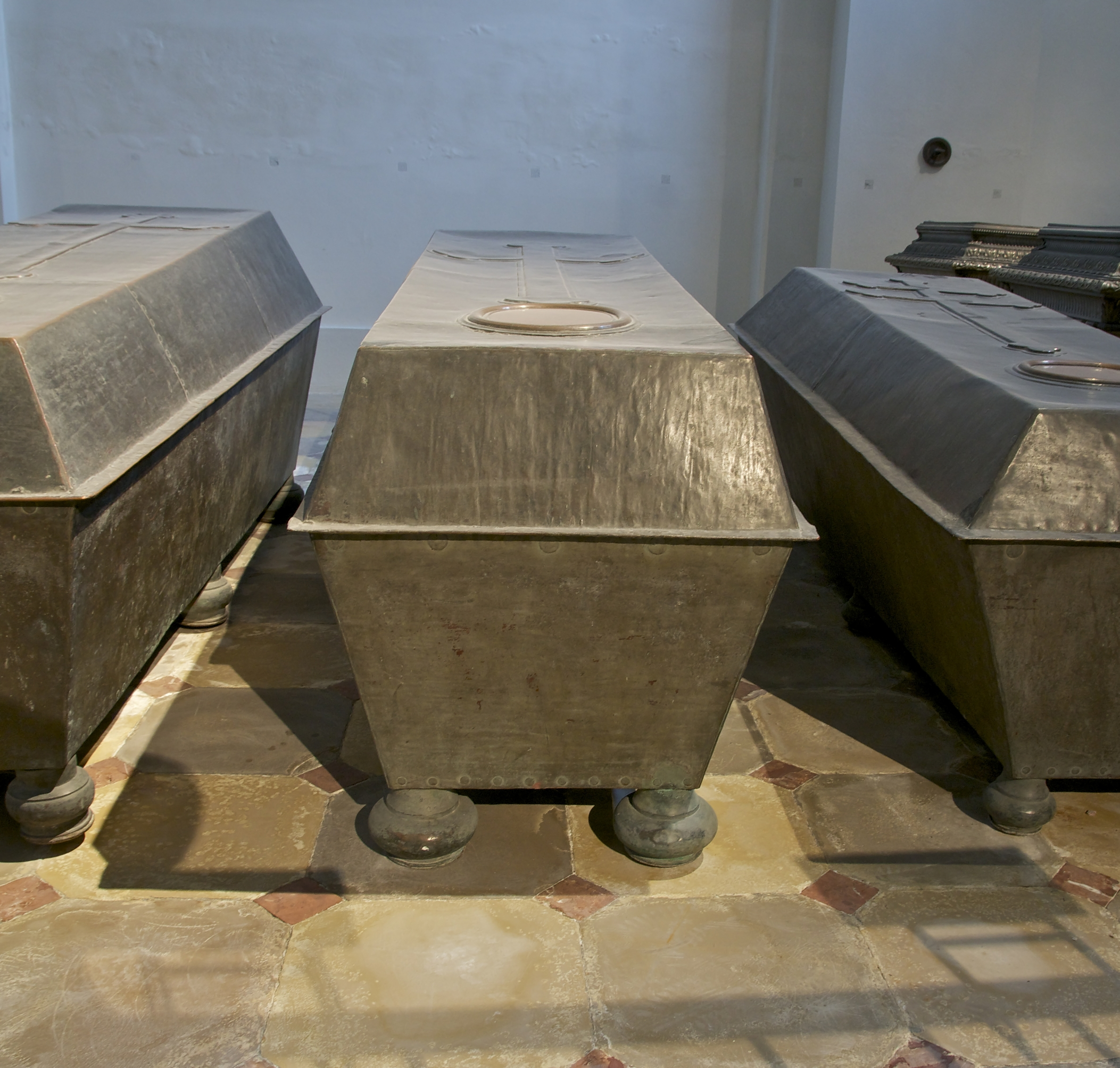
Quan tài của Leopold II đặt tại Kapuzinergruft, Viên, Áo

Giống như song thân, Leopold có 16 người con, 8 trai 8 gái, hoàng trưởng tử là người thừa kế, tức Hoàng đế Franz II. Một vài người con của ông là nhân vật nổi tiếng trong giai đoạn họ sống. Gồm có: Ferdinand III, Đại công tước xứ Toscana; Đại vương công Karl của Áo, một nhà quân sự nổi tiếng; Đại vương công Johann của Áo, cũng là nhà quân sự; Đại vương công Joseph, Sứ quân Hungary; và Đại vương công Rainer, Phó vương Lombardy-Venetia.
Bản opera của Mozart La clemenza di Tito được ủy quyền bởi Quốc hội Bohemia cho buổi lễ đăng quang của Leopold trên cương vị vua của Bohemia tại Prague ngày 6 tháng 9 năm 1791. Joseph František Maximilian, Vương công Lobkowicz thứ 7, được ủy quyền xây dựng lại Cung điện Lobkowicz cho buổi lễ đăng quang, tạo một bộ mặt mới cho cung điện mà vẫn còn đến ngày nay.

## Danh hiệu đầy đủ

Huy hiệu của Leopold II

Leopold II, Bởi Ân điển của Chúa, Hoàng đế La Mã Thần thánh; Vua của Đức, Hungary, Bohemia, Dalmatia, Croatia, Slavonia, Galicia và Lodomeria, Rama, Serbia, Cumania và Bulgaria; Đại vương công Áo; Công tước xứ Bourgogne, Lothringen, Styria, Carinthia, Carniola, Đại vương công Etruria; Đại Vương công Transylvania; Bá tước Moravia, Vương công Brabant, Limburg, Luxembourg, Geldern, Württemberg, Thượng và Hạ Silesia, Milan, Mantua, Parma, Piacenza, Guastalla, Auschwitz và Zatoria, Calabria, Bar, Ferrete và Teschen; Lãnh chúa Svevia và Charleville; Bá tước Habsburg, Vlaanderen, Hannonia, Kyburg, Gorizia, Gradisca; Bá tước Burgau, Thượng và Hạ Lusatia, Pont-a-Mousson và Nomenum, Bá tước các tỉnh của Namur, Valdemons, Albimons, Bá tước Zütphen, Sarverda, Salma và Falkenstein, Lãnh chúa của Wend Margravate và Mechelen, v.v.

## Tổ tiên
| \| \| \| \| \| \| \| \| \| \| \| \| \| \| \| \| \| \| \| \| 16. Nicolas II xứ Lorraine \| \| \| \| \| \| \| \| \| \| \| \| \| \| \| \| \| \| \| \| \| \| \| \| \| \| \| \| \| \| \| \| \| \| \| \| \| \| \| \| \| \| \| \| \| \| \| \| \| \| \| \| \| \| 8. Karl V xứ Lothringen \| \| \| \| \| \| \| \| \| \| \| \| \| \| \| \| \| \| \| \| \| \| \| \| \| \| \| \| \| \| \| \| \| \| \| \| \| \| \| \| \| \| \| \| \| \| \| \| \| \| \| \| \| \| 17. Claude Françoise xứ Lorraine \| \| \| \| \| \| \| \| \| \| \| \| \| \| \| \| \| \| \| \| \| \| \| \| \| \| \| \| \| \| \| \| \| \| \| \| \| \| \| \| \| \| \| \| \| \| \| \| \| \| \| \| \| \| 4. Leopold, Công tước xứ Lothringen \| \| \| \| \| \| \| \| \| \| \| \| \| \| \| \| \| \| \| \| \| \| \| \| \| \| \| \| \| \| \| \| \| \| \| \| \| \| \| \| \| \| \| \| \| \| \| \| \| \| \| \| \| \| 18. Ferdinand III của Thánh chế La Mã \| \| \| \| \| \| \| \| \| \| \| \| \| \| \| \| \| \| \| \| \| \| \| \| \| \| \| \| \| \| \| \| \| \| \| \| \| \| \| \| \| \| \| \| \| \| \| \| \| \| \| \| \| \| 9. Eleonora Maria của Áo \| \| \| \| \| \| \| \| \| \| \| \| \| \| \| \| \| \| \| \| \| \| \| \| \| \| \| \| \| \| \| \| \| \| \| \| \| \| \| \| \| \| \| \| \| \| \| \| \| \| \| \| \| \| 19. Eleonora Gonzaga \| \| \| \| \| \| \| \| \| \| \| \| \| \| \| \| \| \| \| \| \| \| \| \| \| \| \| \| \| \| \| \| \| \| \| \| \| \| \| \| \| \| \| \| \| \| \| \| \| \| \| \| \| \| 2. Franz I của Thánh chế La Mã \| \| \| \| \| \| \| \| \| \| \| \| \| \| \| \| \| \| \| \| \| \| \| \| \| \| \| \| \| \| \| \| \| \| \| \| \| \| \| \| \| \| \| \| \| \| \| \| \| \| \| \| \| \| 20. Louis XIII của Pháp \| \| \| \| \| \| \| \| \| \| \| \| \| \| \| \| \| \| \| \| \| \| \| \| \| \| \| \| \| \| \| \| \| \| \| \| \| \| \| \| \| \| \| \| \| \| \| \| \| \| \| \| \| \| 10. Philippe I xứ Orléans \| \| \| \| \| \| \| \| \| \| \| \| \| \| \| \| \| \| \| \| \| \| \| \| \| \| \| \| \| \| \| \| \| \| \| \| \| \| \| \| \| \| \| \| \| \| \| \| \| \| \| \| \| \| 21. Ana của Tây Ban Nha \| \| \| \| \| \| \| \| \| \| \| \| \| \| \| \| \| \| \| \| \| \| \| \| \| \| \| \| \| \| \| \| \| \| \| \| \| \| \| \| \| \| \| \| \| \| \| \| \| \| \| \| \| \| 5. Élisabeth Charlotte của Orléans \| \| \| \| \| \| \| \| \| \| \| \| \| \| \| \| \| \| \| \| \| \| \| \| \| \| \| \| \| \| \| \| \| \| \| \| \| \| \| \| \| \| \| \| \| \| \| \| \| \| \| \| \| \| 22. Karl I Ludwig xứ Pfalz \| \| \| \| \| \| \| \| \| \| \| \| \| \| \| \| \| \| \| \| \| \| \| \| \| \| \| \| \| \| \| \| \| \| \| \| \| \| \| \| \| \| \| \| \| \| \| \| \| \| \| \| \| \| 11. Elisabeth Charlotte xứ Pfalz \| \| \| \| \| \| \| \| \| \| \| \| \| \| \| \| \| \| \| \| \| \| \| \| \| \| \| \| \| \| \| \| \| \| \| \| \| \| \| \| \| \| \| \| \| \| \| \| \| \| \| \| \| \| 23. Charlotte xứ Hessen-Kassel \| \| \| \| \| \| \| \| \| \| \| \| \| \| \| \| \| \| \| \| \| \| \| \| \| \| \| \| \| \| \| \| \| \| \| \| \| \| \| \| \| \| \| \| \| \| \| \| \| \| \| \| \| \| 1. Leopold II của Thánh chế La Mã \| \| \| \| \| \| \| \| \| \| \| \| \| \| \| \| \| \| \| \| \| \| \| \| \| \| \| \| \| \| \| \| \| \| \| \| \| \| \| \| \| \| \| \| \| \| \| \| \| \| \| \| \| \| 24. Ferdinand III của Thánh chế La Mã (=18) \| \| \| \| \| \| \| \| \| \| \| \| \| \| \| \| \| \| \| \| \| \| \| \| \| \| \| \| \| \| \| \| \| \| \| \| \| \| \| \| \| \| \| \| \| \| \| \| \| \| \| \| \| \| 12. Leopold I, Hoàng đế La Mã Thần thánh \| \| \| \| \| \| \| \| \| \| \| \| \| \| \| \| \| \| \| \| \| \| \| \| \| \| \| \| \| \| \| \| \| \| \| \| \| \| \| \| \| \| \| \| \| \| \| \| \| \| \| \| \| \| 25. María Ana của Tây Ban Nha \| \| \| \| \| \| \| \| \| \| \| \| \| \| \| \| \| \| \| \| \| \| \| \| \| \| \| \| \| \| \| \| \| \| \| \| \| \| \| \| \| \| \| \| \| \| \| \| \| \| \| \| \| \| 6. Karl VI của Thánh chế La Mã \| \| \| \| \| \| \| \| \| \| \| \| \| \| \| \| \| \| \| \| \| \| \| \| \| \| \| \| \| \| \| \| \| \| \| \| \| \| \| \| \| \| \| \| \| \| \| \| \| \| \| \| \| \| 26. Philip Wilhelm, Tuyển hầu xứ Pfalz \| \| \| \| \| \| \| \| \| \| \| \| \| \| \| \| \| \| \| \| \| \| \| \| \| \| \| \| \| \| \| \| \| \| \| \| \| \| \| \| \| \| \| \| \| \| \| \| \| \| \| \| \| \| 13. Eleonore Magdalene xứ Neuburg \| \| \| \| \| \| \| \| \| \| \| \| \| \| \| \| \| \| \| \| \| \| \| \| \| \| \| \| \| \| \| \| \| \| \| \| \| \| \| \| \| \| \| \| \| \| \| \| \| \| \| \| \| \| 27. Elisabeth Amalie xứ Hessen-Darmstadt \| \| \| \| \| \| \| \| \| \| \| \| \| \| \| \| \| \| \| \| \| \| \| \| \| \| \| \| \| \| \| \| \| \| \| \| \| \| \| \| \| \| \| \| \| \| \| \| \| \| \| \| \| \| 3. Maria Theresia của Áo \| \| \| \| \| \| \| \| \| \| \| \| \| \| \| \| \| \| \| \| \| \| \| \| \| \| \| \| \| \| \| \| \| \| \| \| \| \| \| \| \| \| \| \| \| \| \| \| \| \| \| \| \| \| 28. Anton Ulrich xứ Braunschweig \| \| \| \| \| \| \| \| \| \| \| \| \| \| \| \| \| \| \| \| \| \| \| \| \| \| \| \| \| \| \| \| \| \| \| \| \| \| \| \| \| \| \| \| \| \| \| \| \| \| \| \| \| \| 14. Ludwig Rudolf xứ Braunschweig \| \| \| \| \| \| \| \| \| \| \| \| \| \| \| \| \| \| \| \| \| \| \| \| \| \| \| \| \| \| \| \| \| \| \| \| \| \| \| \| \| \| \| \| \| \| \| \| \| \| \| \| \| \| 29. Elisabeth Juliane xứ Schleswig-Holstein-Sonderburg-Norburg \| \| \| \| \| \| \| \| \| \| \| \| \| \| \| \| \| \| \| \| \| \| \| \| \| \| \| \| \| \| \| \| \| \| \| \| \| \| \| \| \| \| \| \| \| \| \| \| \| \| \| \| \| \| 7. Elisabeth Christine xứ Braunschweig-Wolfenbüttel \| \| \| \| \| \| \| \| \| \| \| \| \| \| \| \| \| \| \| \| \| \| \| \| \| \| \| \| \| \| \| \| \| \| \| \| \| \| \| \| \| \| \| \| \| \| \| \| \| \| \| \| \| \| 30. Albrecht Ernst I xứ Oettingen-Oettingen \| \| \| \| \| \| \| \| \| \| \| \| \| \| \| \| \| \| \| \| \| \| \| \| \| \| \| \| \| \| \| \| \| \| \| \| \| \| \| \| \| \| \| \| \| \| \| \| \| \| \| \| \| \| 15. Christine Luise xứ Oettingen-Oettingen \| \| \| \| \| \| \| \| \| \| \| \| \| \| \| \| \| \| \| \| \| \| \| \| \| \| \| \| \| \| \| \| \| \| \| \| \| \| \| \| \| \| \| \| \| \| \| \| \| \| \| \| \| \| 31. Christine Friederike xứ Württemberg \| \| \| \| \| \| \| \| \| \| \| \| \| \| \| \| \| \| \| \| \| \| \| \| \| \| \| \| \| \| \| \| \| \| \| \| \| \| \| \| \| \| \| \| \| \| \| \| \| \| \| \| |                                                                |  |  |  |  |  |  |  |  |  |  |  |  |  |  |  |
| |                                                                |  |  |  |  |  |  |  |  |  |  |  |  |  |  |  |
| | 16. Nicolas II xứ Lorraine                                     |  |  |  |  |  |  |  |  |  |  |  |  |  |  |  |
| |                                                                |  |  |  |  |  |  |  |  |  |  |  |  |  |  |  |
| |                                                                |  |  |  |  |  |  |  |  |  |  |  |  |  |  |  |
| | 8. Karl V xứ Lothringen                                        |  |  |  |  |  |  |  |  |  |  |  |  |  |  |  |
| |                                                                |  |  |  |  |  |  |  |  |  |  |  |  |  |  |  |
| |                                                                |  |  |  |  |  |  |  |  |  |  |  |  |  |  |  |
| | 17. Claude Françoise xứ Lorraine                               |  |  |  |  |  |  |  |  |  |  |  |  |  |  |  |
| |                                                                |  |  |  |  |  |  |  |  |  |  |  |  |  |  |  |
| |                                                                |  |  |  |  |  |  |  |  |  |  |  |  |  |  |  |
| | 4. Leopold, Công tước xứ Lothringen                            |  |  |  |  |  |  |  |  |  |  |  |  |  |  |  |
| |                                                                |  |  |  |  |  |  |  |  |  |  |  |  |  |  |  |
| |                                                                |  |  |  |  |  |  |  |  |  |  |  |  |  |  |  |
| | 18. Ferdinand III của Thánh chế La Mã                          |  |  |  |  |  |  |  |  |  |  |  |  |  |  |  |
| |                                                                |  |  |  |  |  |  |  |  |  |  |  |  |  |  |  |
| |                                                                |  |  |  |  |  |  |  |  |  |  |  |  |  |  |  |
| | 9. Eleonora Maria của Áo                                       |  |  |  |  |  |  |  |  |  |  |  |  |  |  |  |
| |                                                                |  |  |  |  |  |  |  |  |  |  |  |  |  |  |  |
| |                                                                |  |  |  |  |  |  |  |  |  |  |  |  |  |  |  |
| | 19. Eleonora Gonzaga                                           |  |  |  |  |  |  |  |  |  |  |  |  |  |  |  |
| |                                                                |  |  |  |  |  |  |  |  |  |  |  |  |  |  |  |
| |                                                                |  |  |  |  |  |  |  |  |  |  |  |  |  |  |  |
| | 2. Franz I của Thánh chế La Mã                                 |  |  |  |  |  |  |  |  |  |  |  |  |  |  |  |
| |                                                                |  |  |  |  |  |  |  |  |  |  |  |  |  |  |  |
| |                                                                |  |  |  |  |  |  |  |  |  |  |  |  |  |  |  |
| | 20. Louis XIII của Pháp                                        |  |  |  |  |  |  |  |  |  |  |  |  |  |  |  |
| |                                                                |  |  |  |  |  |  |  |  |  |  |  |  |  |  |  |
| |                                                                |  |  |  |  |  |  |  |  |  |  |  |  |  |  |  |
| | 10. Philippe I xứ Orléans                                      |  |  |  |  |  |  |  |  |  |  |  |  |  |  |  |
| |                                                                |  |  |  |  |  |  |  |  |  |  |  |  |  |  |  |
| |                                                                |  |  |  |  |  |  |  |  |  |  |  |  |  |  |  |
| | 21. Ana của Tây Ban Nha                                        |  |  |  |  |  |  |  |  |  |  |  |  |  |  |  |
| |                                                                |  |  |  |  |  |  |  |  |  |  |  |  |  |  |  |
| |                                                                |  |  |  |  |  |  |  |  |  |  |  |  |  |  |  |
| | 5. Élisabeth Charlotte của Orléans                             |  |  |  |  |  |  |  |  |  |  |  |  |  |  |  |
| |                                                                |  |  |  |  |  |  |  |  |  |  |  |  |  |  |  |
| |                                                                |  |  |  |  |  |  |  |  |  |  |  |  |  |  |  |
| | 22. Karl I Ludwig xứ Pfalz                                     |  |  |  |  |  |  |  |  |  |  |  |  |  |  |  |
| |                                                                |  |  |  |  |  |  |  |  |  |  |  |  |  |  |  |
| |                                                                |  |  |  |  |  |  |  |  |  |  |  |  |  |  |  |
| | 11. Elisabeth Charlotte xứ Pfalz                               |  |  |  |  |  |  |  |  |  |  |  |  |  |  |  |
| |                                                                |  |  |  |  |  |  |  |  |  |  |  |  |  |  |  |
| |                                                                |  |  |  |  |  |  |  |  |  |  |  |  |  |  |  |
| | 23. Charlotte xứ Hessen-Kassel                                 |  |  |  |  |  |  |  |  |  |  |  |  |  |  |  |
| |                                                                |  |  |  |  |  |  |  |  |  |  |  |  |  |  |  |
| |                                                                |  |  |  |  |  |  |  |  |  |  |  |  |  |  |  |
| | 1. Leopold II của Thánh chế La Mã                              |  |  |  |  |  |  |  |  |  |  |  |  |  |  |  |
| |                                                                |  |  |  |  |  |  |  |  |  |  |  |  |  |  |  |
| |                                                                |  |  |  |  |  |  |  |  |  |  |  |  |  |  |  |
| | 24. Ferdinand III của Thánh chế La Mã (=18)                    |  |  |  |  |  |  |  |  |  |  |  |  |  |  |  |
| |                                                                |  |  |  |  |  |  |  |  |  |  |  |  |  |  |  |
| |                                                                |  |  |  |  |  |  |  |  |  |  |  |  |  |  |  |
| | 12. Leopold I, Hoàng đế La Mã Thần thánh                       |  |  |  |  |  |  |  |  |  |  |  |  |  |  |  |
| |                                                                |  |  |  |  |  |  |  |  |  |  |  |  |  |  |  |
| |                                                                |  |  |  |  |  |  |  |  |  |  |  |  |  |  |  |
| | 25. María Ana của Tây Ban Nha                                  |  |  |  |  |  |  |  |  |  |  |  |  |  |  |  |
| |                                                                |  |  |  |  |  |  |  |  |  |  |  |  |  |  |  |
| |                                                                |  |  |  |  |  |  |  |  |  |  |  |  |  |  |  |
| | 6. Karl VI của Thánh chế La Mã                                 |  |  |  |  |  |  |  |  |  |  |  |  |  |  |  |
| |                                                                |  |  |  |  |  |  |  |  |  |  |  |  |  |  |  |
| |                                                                |  |  |  |  |  |  |  |  |  |  |  |  |  |  |  |
| | 26. Philip Wilhelm, Tuyển hầu xứ Pfalz                         |  |  |  |  |  |  |  |  |  |  |  |  |  |  |  |
| |                                                                |  |  |  |  |  |  |  |  |  |  |  |  |  |  |  |
| |                                                                |  |  |  |  |  |  |  |  |  |  |  |  |  |  |  |
| | 13. Eleonore Magdalene xứ Neuburg                              |  |  |  |  |  |  |  |  |  |  |  |  |  |  |  |
| |                                                                |  |  |  |  |  |  |  |  |  |  |  |  |  |  |  |
| |                                                                |  |  |  |  |  |  |  |  |  |  |  |  |  |  |  |
| | 27. Elisabeth Amalie xứ Hessen-Darmstadt                       |  |  |  |  |  |  |  |  |  |  |  |  |  |  |  |
| |                                                                |  |  |  |  |  |  |  |  |  |  |  |  |  |  |  |
| |                                                                |  |  |  |  |  |  |  |  |  |  |  |  |  |  |  |
| | 3. Maria Theresia của Áo                                       |  |  |  |  |  |  |  |  |  |  |  |  |  |  |  |
| |                                                                |  |  |  |  |  |  |  |  |  |  |  |  |  |  |  |
| |                                                                |  |  |  |  |  |  |  |  |  |  |  |  |  |  |  |
| | 28. Anton Ulrich xứ Braunschweig                               |  |  |  |  |  |  |  |  |  |  |  |  |  |  |  |
| |                                                                |  |  |  |  |  |  |  |  |  |  |  |  |  |  |  |
| |                                                                |  |  |  |  |  |  |  |  |  |  |  |  |  |  |  |
| | 14. Ludwig Rudolf xứ Braunschweig                              |  |  |  |  |  |  |  |  |  |  |  |  |  |  |  |
| |                                                                |  |  |  |  |  |  |  |  |  |  |  |  |  |  |  |
| |                                                                |  |  |  |  |  |  |  |  |  |  |  |  |  |  |  |
| | 29. Elisabeth Juliane xứ Schleswig-Holstein-Sonderburg-Norburg |  |  |  |  |  |  |  |  |  |  |  |  |  |  |  |
| |                                                                |  |  |  |  |  |  |  |  |  |  |  |  |  |  |  |
| |                                                                |  |  |  |  |  |  |  |  |  |  |  |  |  |  |  |
| | 7. Elisabeth Christine xứ Braunschweig-Wolfenbüttel            |  |  |  |  |  |  |  |  |  |  |  |  |  |  |  |
| |                                                                |  |  |  |  |  |  |  |  |  |  |  |  |  |  |  |
| |                                                                |  |  |  |  |  |  |  |  |  |  |  |  |  |  |  |
| | 30. Albrecht Ernst I xứ Oettingen-Oettingen                    |  |  |  |  |  |  |  |  |  |  |  |  |  |  |  |
| |                                                                |  |  |  |  |  |  |  |  |  |  |  |  |  |  |  |
| |                                                                |  |  |  |  |  |  |  |  |  |  |  |  |  |  |  |
| | 15. Christine Luise xứ Oettingen-Oettingen                     |  |  |  |  |  |  |  |  |  |  |  |  |  |  |  |
| |                                                                |  |  |  |  |  |  |  |  |  |  |  |  |  |  |  |
| |                                                                |  |  |  |  |  |  |  |  |  |  |  |  |  |  |  |
| | 31. Christine Friederike xứ Württemberg                        |  |  |  |  |  |  |  |  |  |  |  |  |  |  |  |
| |                                                                |  |  |  |  |  |  |  |  |  |  |  |  |  |  |  |
| |                                                                |  |  |  |  |  |  |  |  |  |  |  |  |  |  |  |

## Con cái

Leopold khi còn Đại công tước xứ Toscana bên gia đình

Các con với người vợ là Trưởng công chúa (Infanta) María Luisa của Tây Ban Nha (còn được gọi là Maria Ludovica của Tây Ban Nha):
| Tên                                          | Sinh                 | Mất                                 | Ghi chú |
| -------------------------------------------- | -------------------- | ----------------------------------- | --- |
| Nữ Đại vương công Maria Theresia             | 14 tháng 1 năm 1767  | 7 tháng 11 năm 1827 (60 tuổi)       | Kết hôn với Anton I của Sachsen năm 1787; không có con sống sót. |
| Franz II, Hoàng đế La Mã Thần thánh          | 12 tháng 2 năm 1768  | 2 tháng 3 năm 1835 (67 tuổi)        | Kết hôn lần 1 với Elisabeth xứ Württemberg năm 1788; không có con sống sót. Kết hôn lần 2 với Maria Teresa của Napoli và Sicilia năm 1790; có con. Kết hôn lần 3 với Nữ Đại vương công Maria Ludovika của Áo-Este năm 1808; không có con. Kết hôn lần 4 với Karoline Auguste của Bayern năm 1816; không có con. Franz II chính là Hoàng đế La Mã Thần thánh cuối cùng. |
| Ferdinand III, Đại công tước xứ Toscana      | 6 tháng 5 năm 1769   | 18 Tháng 6 1824 (55 tuổi)           | Kết hôn lần 1 với Luisa của Napoli và Sicilia năm 1790; có con. Kết hôn lần 2 với Maria Ferdinanda của Sachsen con gái Maximilian, Công thế tử xứ Sachsen năm 1821, không có con. |
| Nữ Đại vương công Maria Anna                 | 22 Tháng 4 1770      | 1 tháng 10 năm 1809 (39 tuổi)       | Không bao giờ kết hôn. Trở thành Trưởng tu viện tại Tu viện Theresia, Praha. |
| Đại vương công Karl                          | 5 tháng 9 năm 1771   | 30 Tháng 4 1847 (75 tuổi)           | Kết hôn với Henrietta của Nassau-Weilburg năm 1815; có con. |
| Đại vương công Alexander Leopold             | 14 tháng 8 năm 1772  | 12 tháng 7 năm 1795 (22 tuổi)       | Chưa bao giờ kết hôn. Bị bỏng tử vong do tai nạn khi đang xem biểu diễn bắn pháo hoa. |
| Đại vương công Albrecht Johann Joseph        | 19 tháng 9 năm 1773  | 22 Tháng 7 1774 (8 tháng)           | Chết yểu. |
| Đại vương công Maximilian Johann Joseph      | 23 tháng 12 năm 1774 | 10 tháng 3 năm 1778 (3 tuổi)        | Chết yểu. |
| Đại vương công Joseph                        | 9 tháng 3 năm 1776   | 13 tháng 1 năm 1847 (70 tuổi)       | Kết hôn lần 1 với Nữ Đại vương công Aleksandra Pavlovna của Nga năm 1799; không có con sống sót. Kết hôn lần 2 với Hermine của Anhalt-Bernburg-Schaumburg-Hoym năm 1815; có con. Kết hôn lần 3 với Maria Dorothea của Württemberg năm 1819, có con. |
| Nữ Đại vương công Maria Klementine           | 24 tháng 4 năm 1777  | ngày 15 tháng 11 năm 1801 (24 tuổi) | Thành hôn với Thế tử Napoli, về sau là vua Francesco I của Hai Sicilie năm 1797; con gái duy nhất còn sống sót của bà, Caroline trở thành Công tước phu nhân xứ Berry, và là mẹ của Henri, Bá tước Chambord và Louise, mẹ của Roberto I, Công tước xứ Parma. |
| Đại vương công Anton                         | 31 tháng 8 năm 1779  | 2 tháng 4 năm 1835 (55 tuổi)        | Không bao giờ kết hôn; trở thành Đại Thống lĩnh của Hiệp sĩ Teuton. |
| Maria Amalia của Áo                          | 17 tháng 10 năm 1780 | 25 tháng 12 năm 1798 (18 tuổi)      | Không bao giờ kết hôn. |
| Johann Baptist của Áo\|Đại vương công John]] | 20 tháng 1 năm 1782  | 11 tháng 5 năm 1859 (77 tuổi)       | Kết hôn không đăng đối với Nữ Bá tước Anna Plochl năm 1829 và có con. Danh hiệu Bá tước Meran bắt đầu từ ông. |
| Đại vương công Rainer                        | 30 tháng 9 năm 1783  | 16 tháng 1 năm 1853 (69 tuổi)       | Kết hôn với Elisabetta xứ Carignano, em gái vua Carlo Alberto I của Sardegna năm 1820, có con. |
| Đại vương công Ludwig                        | 13 tháng 12 năm 1784 | 21 tháng 12 năm 1864 (80 tuổi)      | Không kết hôn. |
| Đại vương công Rudolph                       | 8 tháng 1 năm 1788   | 24 Tháng 7 1831 (43 tuổi)           | Không kết hôn. Trở thành Tổng giám mục Olmütz, được phong Hồng y vào ngày 4 tháng 6 năm 1819. |

## Danh hiệu, huy hiệu
- 5 tháng 5 năm 1747 – 18 tháng 8 năm 1765 His Royal Highness Peter Leopold, Hoàng tử đế quốc và Đại vương công của Áo, Hoàng tử hoàng gia của Hungary và Bohemia, Hoàng tử Toscana
- 18 tháng 8 năm 1765 – 30 tháng 9 năm 1790 His Royal Highness Đại công tước xứ Toscana, Hoàng tử đế quốc và Đại vương công Áo, Hoàng tử hoàng gia Hungary và Bohemia
- 30 tháng 9 năm 1790 – 1 tháng 3 năm 1792 His Imperial Majesty Hoàng đế La Mã Thần thánh, Vua của Hungary, Bohemia, Croatia, Dalmatia, Slavonia, Galicia, Lodomeria, etc.